# Cleidion
Cleidion é um género botânico pertencente à família Euphorbiaceae.
Plantas existentes na área pantropical, ou seja, nas regiões tropicais dos continentes Áfricano, asiático e americano.

## Sinonímia
| - Lasiostyles C. Presl - Psilostachys Turcz. | - Redia Casar. - Tetraglossa Bedd. |

## Espécies
Apresenta 63 espécies:
| - Cleidion alongense - Cleidion amazonicum - Cleidion angustifolium - Cleidion baillonii - Cleidion bishnui - Cleidion bracteosum - Cleidion brevipetiolatum - Cleidion cafcaf - Cleidion capuronii - Cleidion castaneaefolium - Cleidion claoxyloides - Cleidion comptonii - Cleidion coriaceum - Cleidion degeneri - Cleidion denticulatum - Cleidion gabonicum - Cleidion javanicum - Cleidion lanceolatum - Cleidion lasiophyllum - Cleidion lemurum - Cleidion leptostachyum | - Cleidion lochmios - Cleidion lutescens - Cleidion macarangoides - Cleidion macrophyllum - Cleidion mannii - Cleidion marginatum - Cleidion megistophyllum - Cleidion membranaceum - Cleidion microcarpum - Cleidion minahassae - Cleidion moniliflorum - Cleidion neo - Cleidion nicaraguense - Cleidion nitidum - Cleidion oblongifolia - Cleidion oblongifolium - Cleidion obovatum - Cleidion panduratum - Cleidion papuanum - Cleidion paucidentatum - Cleidion platystigma | - Cleidion populifolium - Cleidion praealtum - Cleidion prealtum - Cleidion preussii - Cleidion ramosii - Cleidion salomonis - Cleidion sessile - Cleidion spathulatum - Cleidion spiciflorum - Cleidion sylvestre - Cleidion taynguyenense - Cleidion tenuispica - Cleidion tricoccum - Cleidion ulmifolium - Cleidion veillonii - Cleidion velutinum - Cleidion verticillatum - Cleidion vieillardii - Cleidion viridiflorum - Cleidion woodsonianum - Cleidion xyphophylloides |

## Nome e referências
Cleidion Blume